# Hylke Sogn
Hylke Sogn er et sogn i Skanderborg Provsti (Århus Stift).
I 1800-tallet var Hylke Sogn et selvstændigt pastorat. Sognet hørte til Voer Herred i Skanderborg Amt. Hylke sognekommune blev ved kommunalreformen i 1970 indlemmet i Skanderborg Kommune.
I Hylke Sogn ligger Hylke Kirke.
I sognet findes følgende autoriserede stednavne:
- Brørup (bebyggelse, ejerlav)
- Båstrup (bebyggelse, ejerlav)
- Elbjerg (areal)
- Fejenseng (bebyggelse)
- Fårbjerg (areal)
- Hylke (bebyggelse, ejerlav)
- Kalvø (areal)
- Lyngvejen (bebyggelse)
- Nissumgård (ejerlav, landbrugsejendom)
- Ringkloster
- Ringkloster Mark (bebyggelse)
- Sønderø (areal)
- Tammestrup Øde (bebyggelse, ejerlav)
- Teglum (bebyggelse)
- Tushøj (areal)
- Ustrup (bebyggelse, ejerlav)